# 2018年冬季残疾人奥林匹克运动会瑞士代表团
2018年冬季残疾人奥林匹克运动会瑞士代表团是瑞士派出的2018年冬季残疾人奥林匹克运动会代表团。获得3枚金牌。